# Змееголовник молдавский
Змееголо́вник молда́вский (лат. Dracocéphalum moldavica) — вид травянистых растений рода Змееголовник (Dracocephalum) семейства Яснотковые (Lamiaceae).

## Ботаническое описание
Многолетнее, нередко однолетнее растение, высотой 15—50 см.
Корень тонкий, стержневой.
Стебель прямостоячий, четырёхгранный, коротко опушенный, от основания ветвистый, с длинными косо вверх направленными ветвями.
Листья на коротких черешках, супротивные, продолговато-яйцевидные или продолговато-ланцетовидные, по краям тупозубчатые, тёмно-зелёные; верхушечные листья ланцетовидные; прицветные листья продолговато-клиновидные.
Цветки бледно-фиолетовые, на коротких цветоножках в шестицветковых ложных мутовках. Чашечка коротковолосистая, двугубая; венчик длиной 20—25 мм, белый или голубовато-фиолетовый, снаружи опушенный.
Плод — трёхгранный, продолговатый орешек тёмно-бурого цвета, длиной 2,8—3,1 мм, толщиной 1,5—1,8 мм. Масса 1000 семян 2 г.
Цветёт в июле — августе. Плодоносит в августе — сентябре.
Зацветает на 60—70 день после посева и цветет на протяжении 45—50 дней.

## Распространение и экология
Растет на Украине, в Беларусии, Средней Азии, Европе, Китае, Монголии, Гималаях, где поднимается на высоту до 2700—3100 м над уровнем моря; в европейской части России, в Западной и Восточной Сибири, на Дальнем Востоке.
Неприхотлив, растет почти на любых почвах, но лучшими для него являются плотные суглинистые или песчаные чернозёмы со значительным количеством перегноя. Легкие супесчаные или подзолистые почвы для него менее подходящие. Подзолистые почвы неблагоприятны для змееголовника тем, что они быстро заплывают, уплотняются и образуют корку после дождя. Змееголовник хорошо удается на низких влажных,  но не заболоченных местах. В культуре требует тщательной прополки и рыхления междурядий.

## Растительное сырьё
Все части растения содержат эфирное масло, выход которого в зависимости от периода вегетации и места произрастания растений составляет 0,05—0,15 %. Максимальное накопление эфирного масла наблюдается в стадии полного цветения. Эфирное масло, полученное из свежих растений, — прозрачная жидкость светло-жёлтого цвета с лимонным запахом, которая может служить источником получения цитраля (25—70 %). Кроме того, в масле содержатся гераниол (30 %), тимол, нерол (7 %) и другие соединения. В плодах содержится 20—25 % жирного масла.

## Значение и применение
В прошлом растение широко культивировали для получения цитраля, применяющегося в парфюмерно-косметической промышленности. Однако в связи с легкостью получения и малой себестоимостью цитраля из линалоола кориандрового масла производственное использование змееголовника было прекращено.
Эфирное масло используется в пищевой промышленности в основном для ароматизации пищевых продуктов. Цветки и листья змееголовника обладают приятным запахом лимона. Они используются в кулинарии в свежем и сушеном виде в качестве приправы (непосредственно перед подачей на стол), для ароматизации салатов, первых и вторых овощных, мясных, рыбных блюд, а также при засолке огурцов, томатов и для приготовления хлебного кваса, чая, компота. В консервной промышленности его можно использовать вместо мелиссы лекарственной, в пряных смесях, заменяющих чёрный и душистый перец. Змееголовник хорошо сочетается с любистоком, чабером и тимьяном.
Растение по целебным свойствам сходно с мелиссой лекарственной. Оно обладает успокаивающим, болеутоляющим, противосудорожным действием; способствует возбуждению аппетита, усилению деятельности пищеварительных органов.

### В пчеловодстве
Хороший медонос выделяющий нектар независимо от погодных условий. При благоприятной погоде средняя сезонная нектарность одного цветка доходит до 2 мг. Продуктивность нектара чистыми насаждениями по различным данным 200—400 кг/га. Пономарева Е. Г. (1967) отмечает следующую зависимость мёдопродуктивности от климатических условий: средняя полоса — 240 кг/га; чернозёмная полоса и юг России и Украины 190—240 кг/га; Юго-Восточный Казахстан, Средняя Азия —400 кг/га; Западная Сибирь, Алтай —300 кг/га. 
Сроки медосбора можно регулировать сроками посева — число дней от посева до цветения стабильно не зависит от погодных условий. Змееголовник можно рекомендовать для посева в 2—3 срока с интервалом в 2—3 недели с целью продления медосбора до середины сентября, поскольку в это время ощущается недостаточное цветение естественных медоносов.
В среднем за один учет в пересчете на 100 м² на посевах змееголовника работало от 192 до 252 медоносных пчел. Замечено активное посещение шмелями (в среднем за один учет зафиксировано от 67 до 97 насекомых).
При сравнении в 1950 году двух форм змееголовника молдавского: обычной сине цветущей и редкой бело цветущей, репродуцированной из двух исходных растений, найденных в 1947 году, оказалось, что среднее количество сахара в нектаре из одного цветка с белым венчиком было почти в 5 раз больше, чем из одного цветка с сине фиолетовым венчиком. Может быть использован в качестве заменителя мелиссы в тех районах, где культура ее не удается, и в качестве источника осеннего взятка, так как цветет и выделяет нектар в августе и даже сентябре. 

## Классификация
Вид Змееголовник молдавский входит в род Змееголовник (Dracocephalum) подсемейства Котовниковые (Nepetoideae) семейства Яснотковые (Lamiaceae) порядка Ясноткоцветные (Lamiales).
|  |                                      |  |                                                             |                                                             |                      |  | ещё 14 семейств (согласно Системе APG II) | ещё 14 семейств (согласно Системе APG II) |                           |  |  |  | ещё более 80 родов | ещё более 80 родов          |  |  |
|  |                                      |  |                                                             |                                                             |                      |  | ещё 14 семейств (согласно Системе APG II) | ещё 14 семейств (согласно Системе APG II) |                           |  |  |  | ещё более 80 родов | ещё более 80 родов          |  |  |
|  |                                      |  |                                                             | порядок Ясноткоцветные                                      |                      |  |                                           |                                           | подсемейство Котовниковые |  |  |  |                    | вид Змееголовник молдавский |  |  |
|  |                                      |  |                                                             | порядок Ясноткоцветные                                      |                      |  |                                           |                                           | подсемейство Котовниковые |  |  |  |                    | вид Змееголовник молдавский |  |  |
|  | отдел Цветковые, или Покрытосеменные |  |                                                             |                                                             | семейство Яснотковые |  |                                           |                                           | род Змееголовник          |  |  |  |                    |                             |  |  |
|  | отдел Цветковые, или Покрытосеменные |  |                                                             |                                                             |                      |  |                                           |                                           |                           |  |  |  |                    |                             |  |  |
|  |                                      |  | ещё 44 порядка цветковых растений (согласно Системе APG II) | ещё 44 порядка цветковых растений (согласно Системе APG II) |                      |  |                                           | еще 7 подсемейств                         | еще 7 подсемейств         |  |  |  | ещё около 40 видов |                             |  |  |
|  |                                      |  |                                                             | ещё 44 порядка цветковых растений (согласно Системе APG II) |                      |  |                                           |                                           | еще 7 подсемейств         |  |  |  |                    |                             |  |  |